# Oxytropis sitaipaiensis
Oxytropis sitaipaiensis là một loài thực vật có hoa trong họ Đậu. Loài này được C.W.Chang miêu tả khoa học đầu tiên.